# Vengo - Demone flamenco
Vengo - Demone flamenco (Vengo) è un film del 2000 diretto da Tony Gatlif.

## Trama
Andalusia. Caco è esponente di una potente famiglia gitana, è un non-violento e un uomo romantico e nobile ma si trova nel mezzo di una faida fra la sua famiglia e un'altra famiglia di zingari andalusi che però ha comportamenti mafiosi. Dopo aver tentato inutilmente una soluzione pacifica alla voglia di vendetta della famiglia Caravaca, famiglia alla quale il fratello di Caco ha fatto uno sgarro imperdonabile, Caco offre in pegno se stesso preferendo farsi ammazzare che continuare a fare vivere la sua famiglia nell'odio e nel sentimento di vendetta.